# Janetschekia
Janetschekia és un gènere d'aranyes araneomorfes de la subfamília Erigoninae, dins de la família Linyphiidae.
Fou descrit per primera vegada per E. Schenkel l'any 1939.

## Distribució
Es poden trobar a Albània, Àustria, Alemanya, Itàlia, i Suïssa.

## Llista d'espècies
Segons The World Spider Catalog 12.0::
- Janetschekia monodon (O. Pickard-Cambridge, 1872) (Esp. tipus)
- Janetschekia necessaria Tanasevitch, 1985